# كورتي (كورسيكا)
كُرتة أو كورتي، /ˈkɔːrteɪ/؛ بالفرنسية Italian: ‎[ˈkorte]‏؛  (بالكورسيكية: Corti) وهي بلدية في مقاطعة هوت كورس بفرنسا في جزيرة كورسيكا.
كما أنها تُعد أكبر رابع بلدية في كورسيكا بعد أجاكسيو وباستيا وبورتو فيكيو.

## إدارة
كورتي هي هيئة فرعية تابعة لهوت كورس.

## تاريخ
كانت كورتي عاصمة لدولة كورسيكا المستقلة خلال فترة حكومة باسكوالي باولي، خلال الحرب العالمية الأولى، تم وضع ألاسرى الألمان في القلعة.

## مشاهد
تشمل المواقع ذات الأهمية قلعة (سيتاديلا)، ومتحف كورسيكا (متحف كورسيكا) وجامعة كورسيكا (جامعة كورسيكا).

## النقل
تؤدي الطرق الوطنية إلى أجاكسيو وباستيا.
ترتبط كورتي أيضًا بـ أجاكسيو، باستيا وكالفي بواسطة شيمين دي فير دي لاكورس (سكة حديد كورسيكان)، ويتم خدمته بواسطة قطارات تعمل بين أجاكسيو وكالفي وأجاكسيو وباستيا.

## مناخ
تتمتع مدينة كورتي بمناخ متوسطي صيفي حار ( تصنيف مناخ كوبن ) ، احيانا تبين ظروف جبال الألب خلال فصل الشتاء، مع 52 يومًا صيفًا و 56 يومًا صقيعًا.

## تعليم
أصبحت كورتي المدينة الرئيسية الجامعية في كورسيكا منذ افتتاح جامعة باسكوالي باولي مرة أخرى في الثمانينيات.

## الاشخاص البارزين
كانت كورتي مكان ميلاد جوزيف بونابرت (1768-1844)، الأخ الأكبر للإمبراطور الفرنسي نابليون الأول، الذي عينه ملكًا على نابولي (1806-1808) وإسبانيا (1808-1813).

## معرض الصور

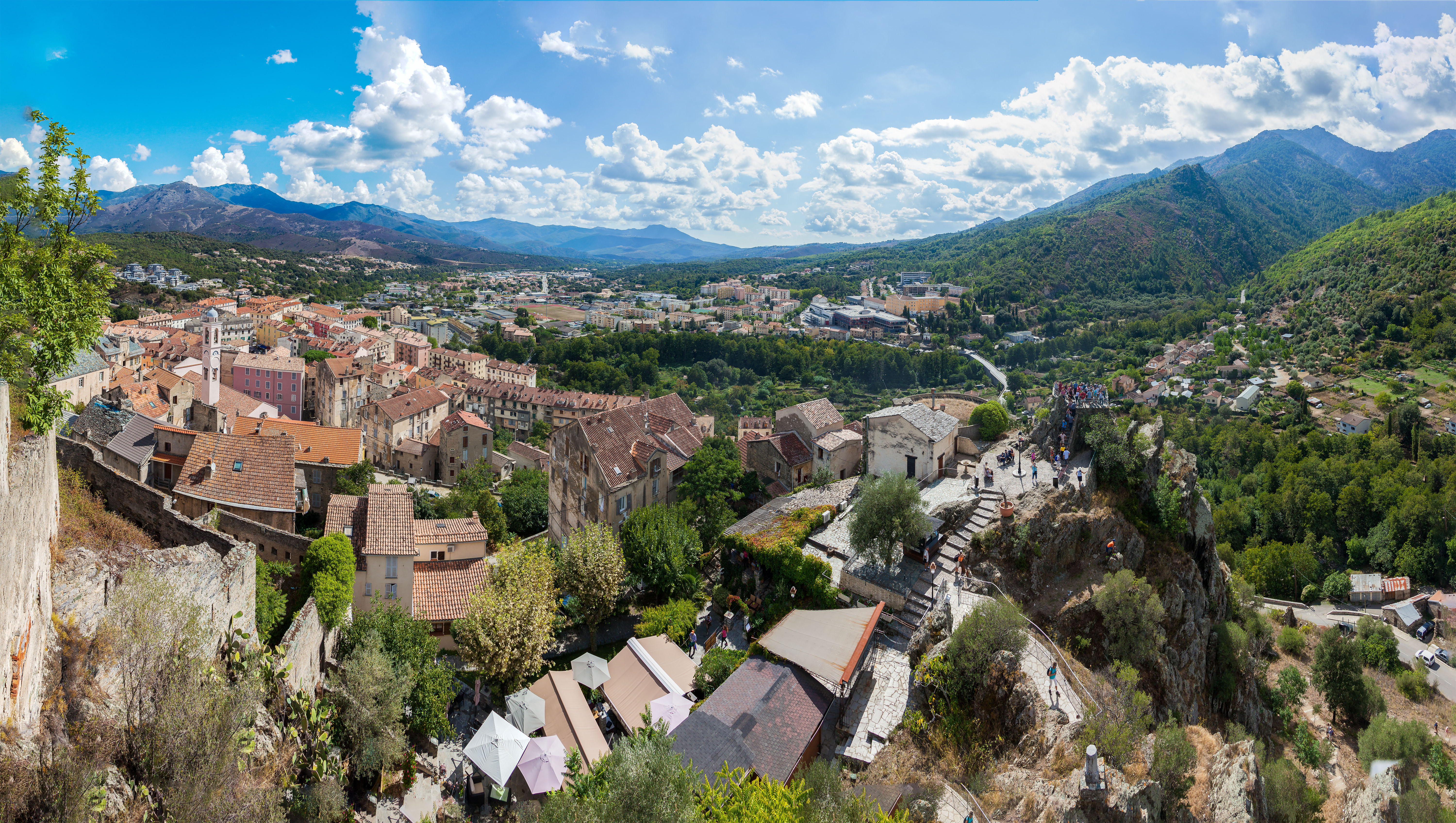
بانوراما
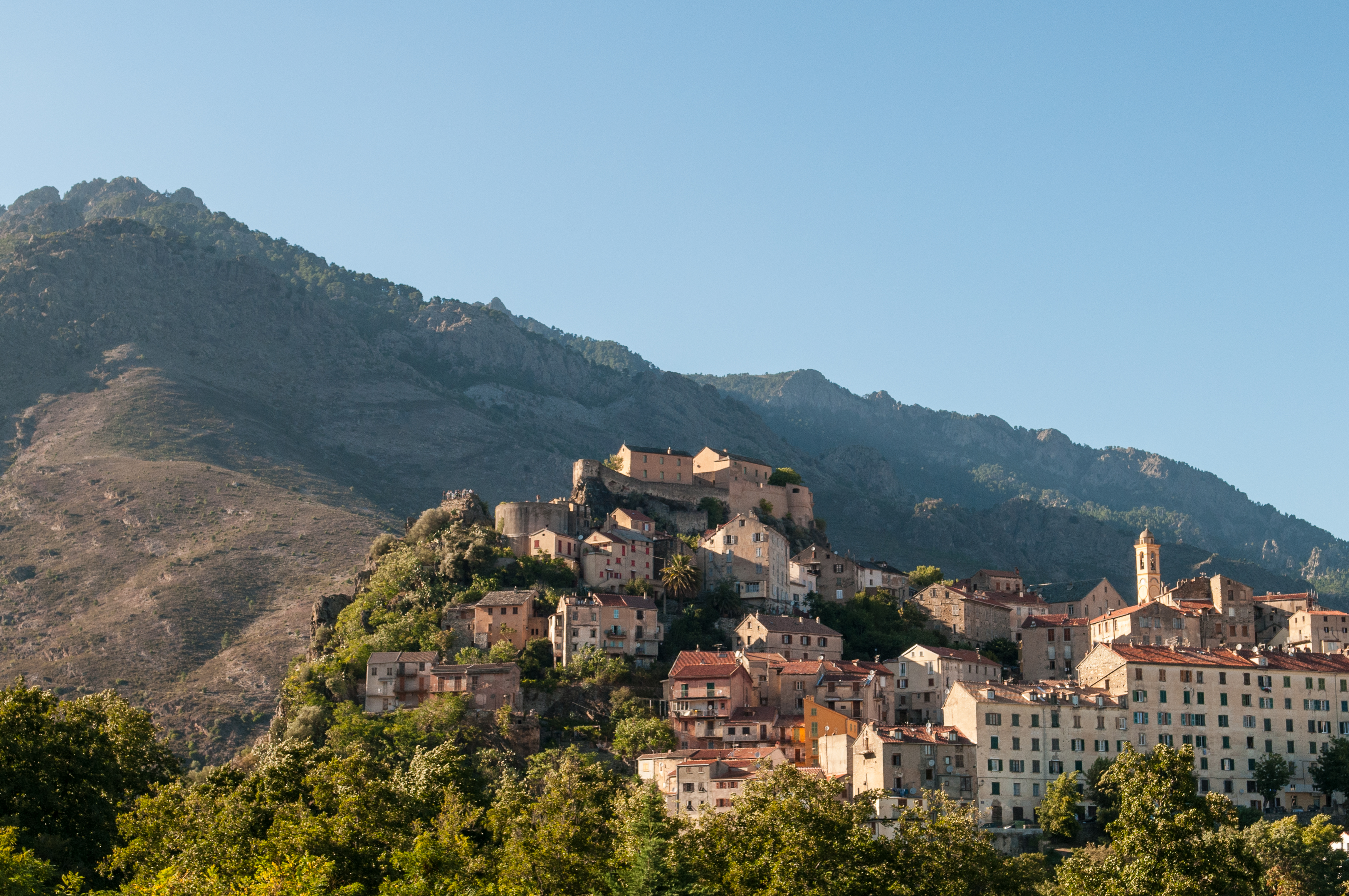
قلعة
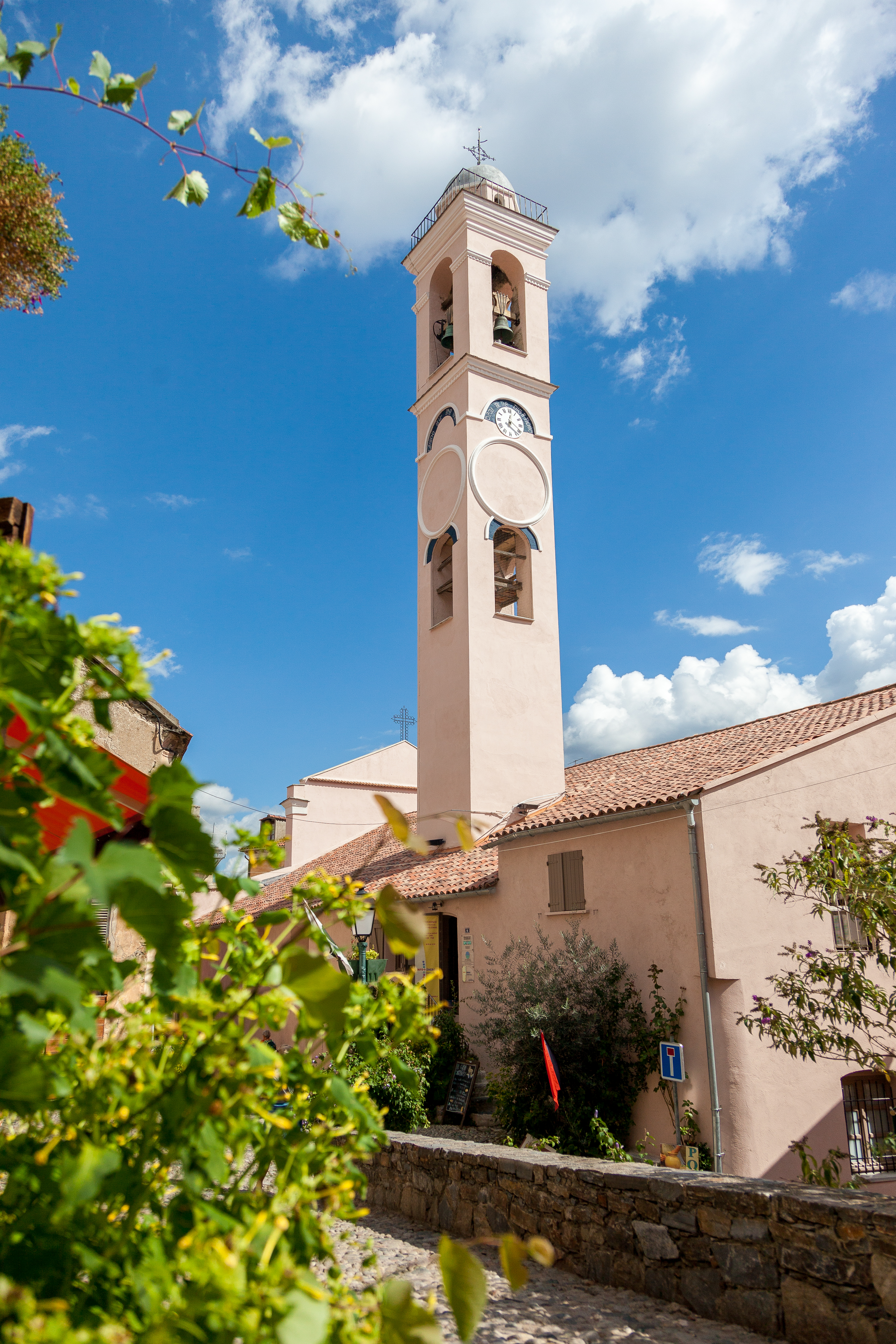
كنيسة
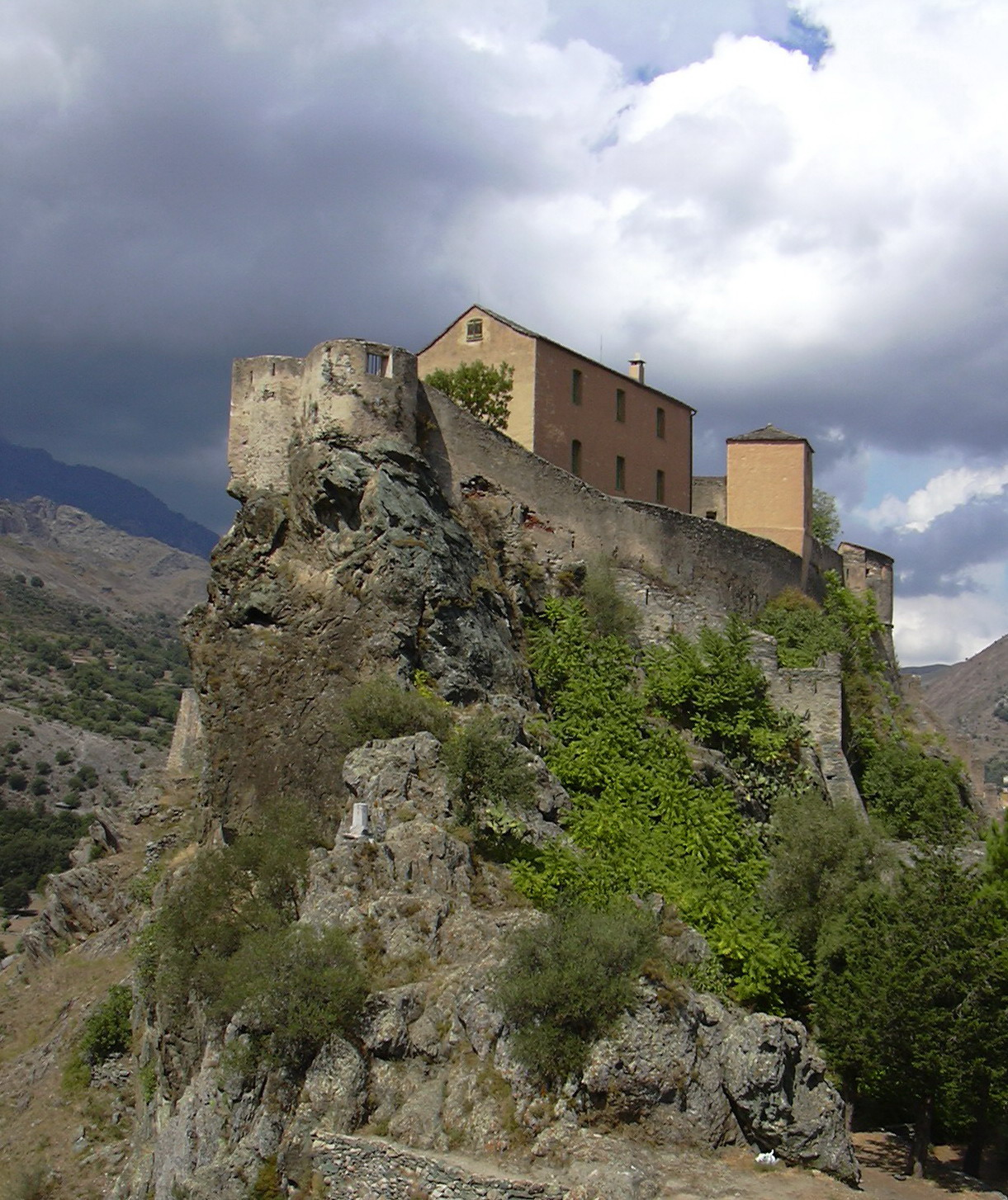
لا سيتاديل
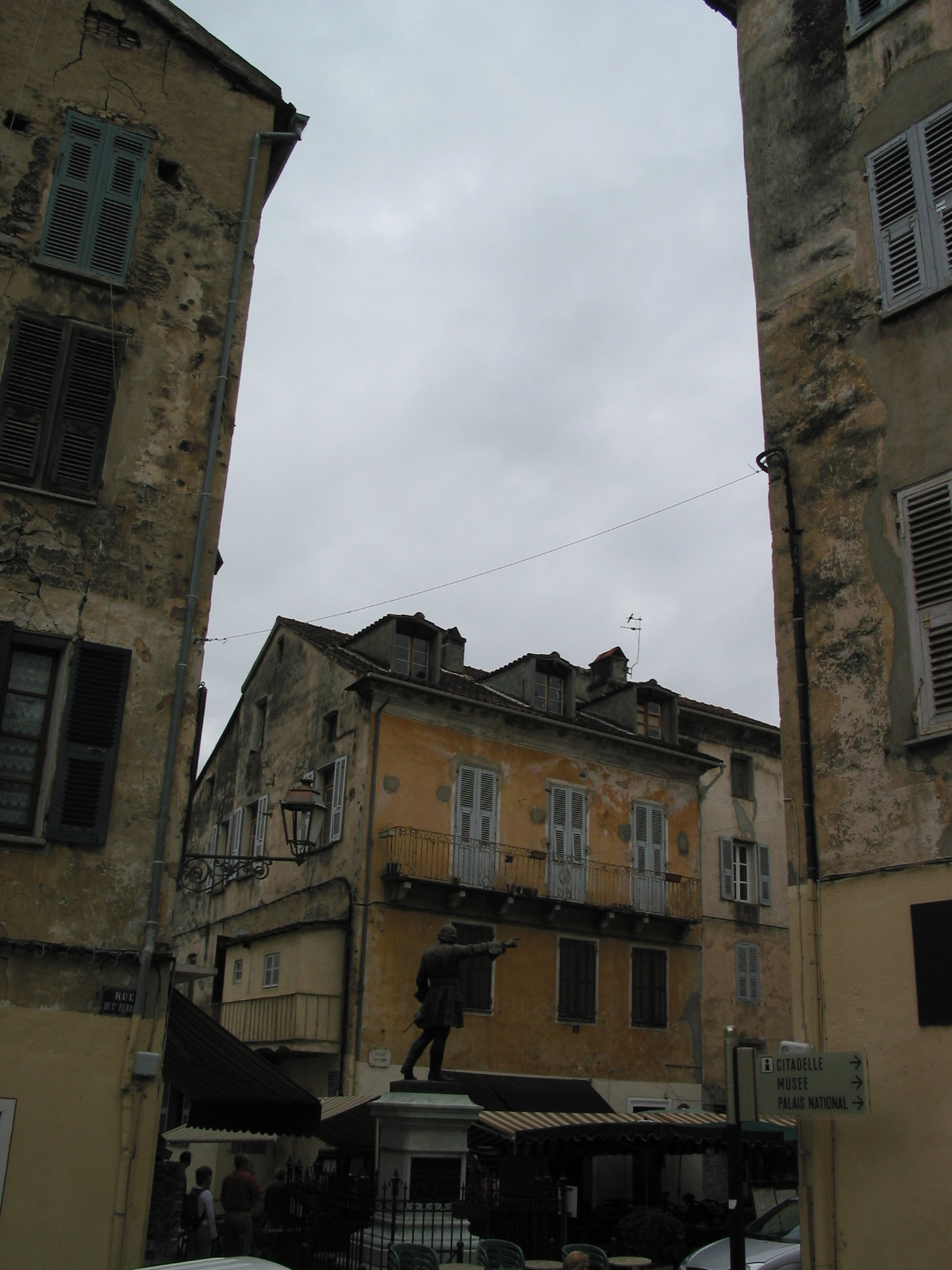
Place Gaffori ، مع تمثال الجنرال Ghjuvan Petru Gaffori أمام منزله السابق
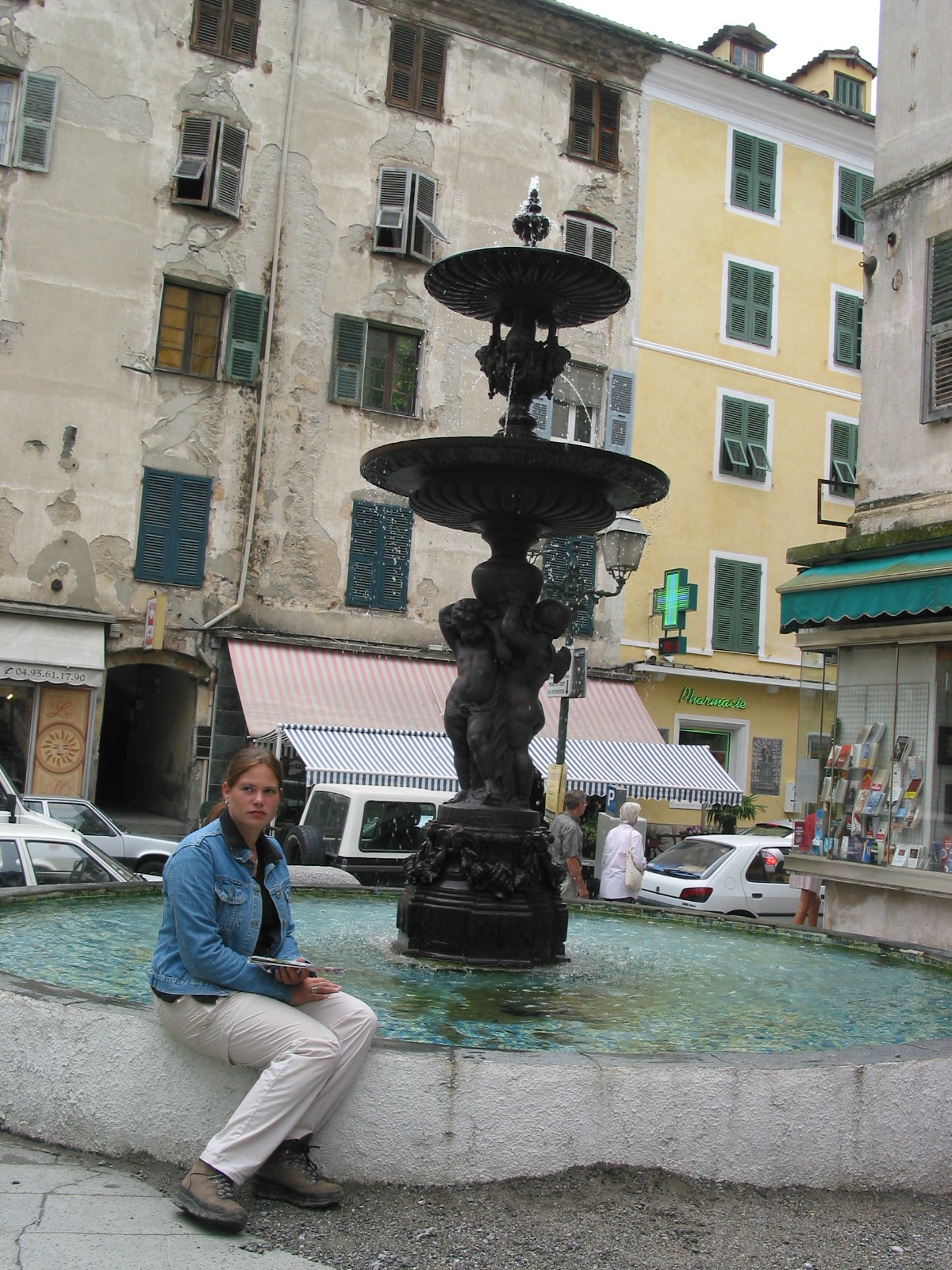
نافورة في بداية الممر تسمى Rampe Sainte Croix من Cours Paoli إلى كنيسة Sainte Croix
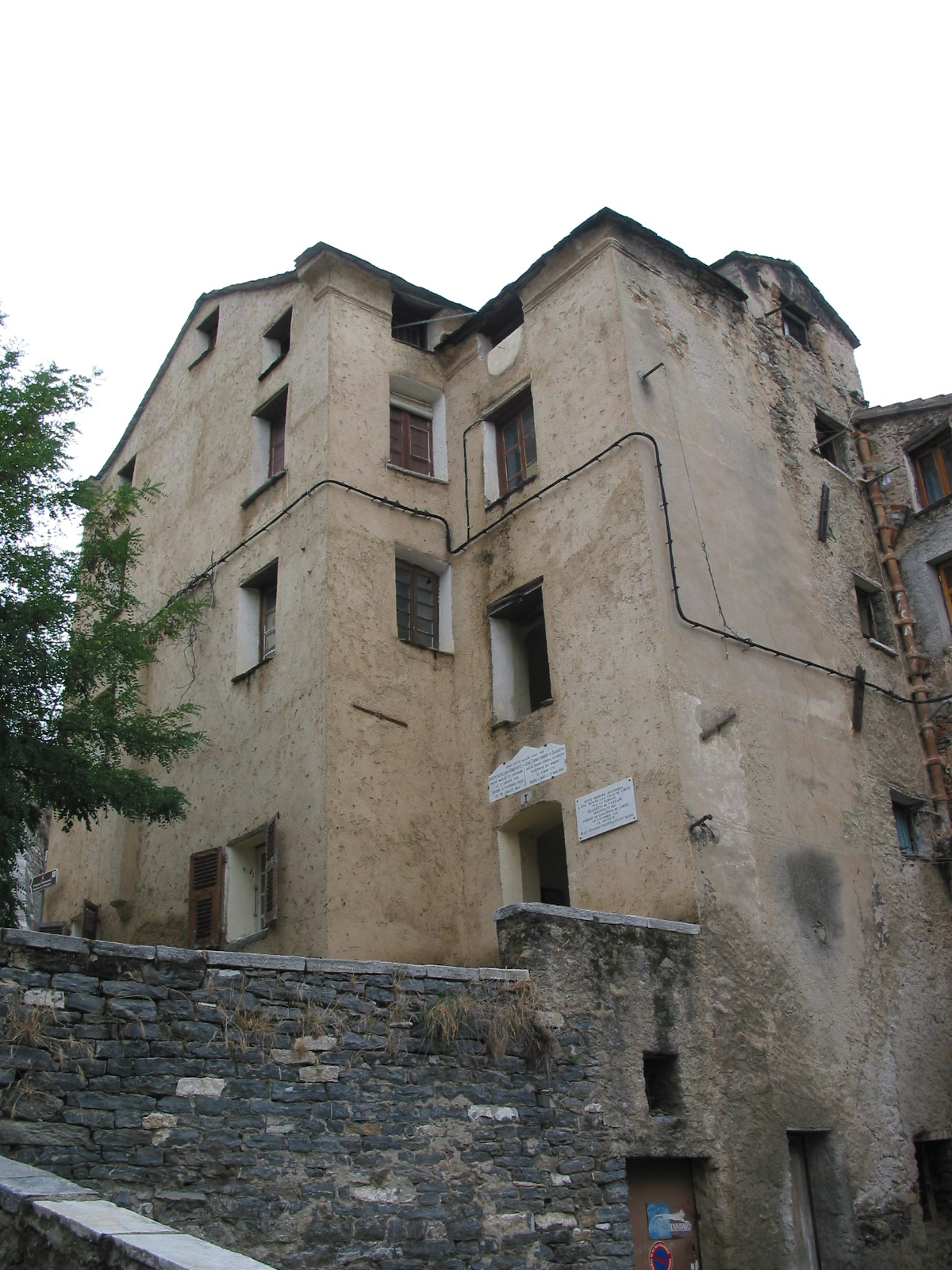
بيت ولادة جوزيف بونابرت (1768)
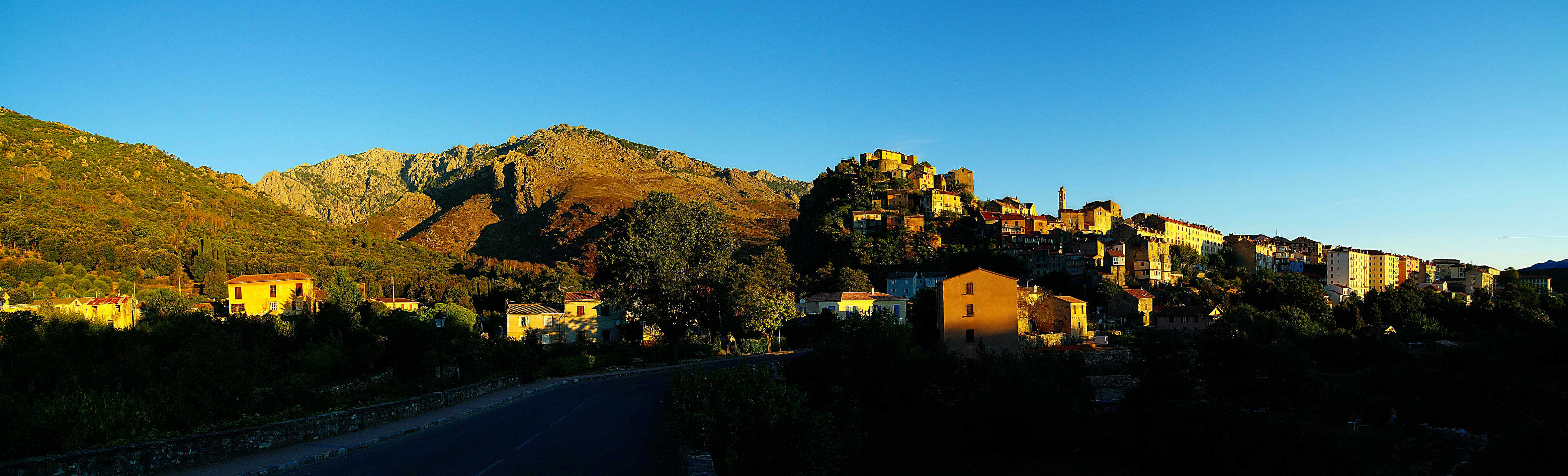
تم إنشاء Corte Panorama من ثلاث صور مسجلة على الجسر فوق Restonica ، pont vieux

## روابط خارجية
- الموقع الرسمي (بالفرنسية)
- موقع مكتب السياحة (بالفرنسية)
- جامعة كورسيكا (بالفرنسية)